# Epeoloides
Epeoloides Giraud, 1863 è un genere di imenotteri apoidei della famiglia Apidae, con comportamento cleptoparassita.

## Descrizione
Sono apoidei di medie dimensioni (lunghezza 9-10 mm).  La testa e il torace, di colore nero, sono densamente pelosi; l'addome è di colore rosso-brunastro, glabro.
Le zampe delle femmine, in considerazione del loro ciclo vitale parassita, sono prive delle tipiche strutture specializzate per la raccolta del polline degli apoidei.

## Biologia
Questi apoidei depongono le loro uova parassitando i nidi di diverse specie di api del genere Macropis (Melittidae), un genere oligolettico che si nutre del nettare e del polline di Lysimachia spp. (Primulaceae).

## Tassonomia
Il genere Epeoloides, attribuito in passato alla famiglia Anthophoridae, è oggi inquadrato nella famiglia Apidae (sottofamiglia: Apinae, tribù Osirini).

Comprende due sole specie:.
- Epeoloides coecutiens Fabricius, 1775
- Epeoloides pilosula (Cresson, 1878)

## Distribuzione e habitat
L'areale del genere Epeoloides comprende la parte orientale del Nord America e l'Europa.

In particolare:
- E. coecutiens è distribuita nella ecozona paleartica, ove è presente, con popolazioni frammentate, dalla Francia ad ovest sino alla Finlandia a nord e alla Russia a est.[4][5] In Italia è presente solamente nel nord della penisola.[6]
- E. pilosula invece ha un areale neartico; era presente in passato in gran parte degli Stati Uniti orientali e del Canada ma si è andata progressivamente riducendo sino a farne ritenere avvenuta l'estinzione; in epoca relativamente recente è stato nuovamente segnalato sia in Nuova Scozia (Canada) che nel Connecticut (USA).[7][8][9]